# Cipi Chotovely
Cipi Chotovely (hebrejsky ציפי חוטובלי; narozená 2. prosince 1978 Rechovot, Izrael) je izraelská politička a poslankyně Knesetu za stranu Likud. Od května 2015 je úřadující náměstkyní ministra zahraničních věcí v izraelské vládě.
Je bývalou účastnicí diskuzí v televizním pořadu Moecet ha-hachamim na Channel 10 a autorkou sloupků v deníku Ma'ariv. V rámci Likudu se dle svého vyjádření počítá k „nábožensky orientovanému pravému křídlu“.

## Osobní život
Její rodiče emigrovali do Izraele z Gruzie. Narodila se a vyrostla v Rechovotu. Vystudovala nábožensky zaměřenou dívčí střední školu v Tel Avivu. Bakalářský a magisterský titul v oboru právo získala s vyznamenáním na Telavivské univerzitě. Poté nastoupila do právnické kanceláře Rama Caspiho v Tel Avivu, v níž se specializovala na firemní právo. Odborné právnické zkoušky složila v roce 2003.
V následujících dvou letech pracovala jako editorka právnického časopisu Journal of Law na Bar-Ilanově univerzitě. Následně se rozhodla pro postgraduální studium na Telavivské univerzitě. Je aktivní ve Světové unii židovských studentů (World Union of Jewish Students, (WUJS)), zastupovala organizaci na studentské konferenci v Jihoafrické republice. Byla také účastnicí zasedání mezinárodní sionistické studentské organizace Bnej Akiva v Paříži. Dosáhla vyššího vzdělání v oblasti judaismu, poté co navštěvovala semináře Bruria v Jeruzalémě a dívčí seminář na Bar-Ilanova univerzitě.

## Práce v médiích
V roce 2006 se stala účastnicí politického diskuzního programu Moecet ha-Hachamim na televizním kanálu Channel 10, moderovaném Danem Margalitem. Reprezentovala pravé konzervativní křídlo a kritizovala vládní politiku Ehuda Olmerta po druhé libanonské válce v roce 2006. Podporovala aktivizaci vojáků v záloze a vyzývala izraelské velení k rezignaci.
Téhož roku, 2006, začala spolupracovat s deníkem Ma'ariv, do kterého přispívala sloupky na aktuální politická témata. Od roku 2007 zde také měla pravidelný sloupek v judaistické sekci.

## Politická kariéra
Dne 11. listopadu 2008 oznámila, že se stala členkou strany Likud a hodlá se účastnit stranických primárek, z nichž jsou vybráni kandidáti do následujících parlamentních voleb. V těchto volbách roku 2009 byla zvolena poslankyní 18. Knesetu. Stala se nejmladším poslancem současného zákonodárného sboru.
V prosinci 2010 iniciovala petici mezi členy izraelského parlamentu, která vyzývá izraelskou vládu pod vedením premiéra Netanjahua k anexi města Ariel na Západním břehu Jordánu. Ariel patří mezi největší izraelské osady na Západním břehu a ke konci roku 2008 zde žilo 16 700 obyvatel. Ve volbách v roce 2013 svůj mandát obhájila, načež byla jmenována náměstkyní ministra dopravy v třetí Netanjahuově vládě. Od 29. prosince 2014 navíc rovněž zastávala funkci náměstkyně ministra vědy a technologie (tento post byl po rezignaci ministra Ja'akova Periho neobsazený).
Mandát poslankyně obhájila rovněž ve volbách v roce 2015. Ve čtvrté Netanjahuově vládě zastává post náměstkyně ministra zahraničních věcí.